# Musée municipal de La Roche-sur-Yon
Le musée municipal de La Roche-sur-Yon est un musée d'art situé dans la commune de La Roche-sur-Yon dans la Vendée. Il est labellisé musée de France. Depuis sa réouverture en 2003, il ne présente ses collections que par roulement lors d'expositions temporaires thématiques (quatre à cinq par an). Le musée est soutenu par les amis du Musée Yonnais Municipal.
Depuis fin juin 2019, le musée est fermé au public. Il sera transféré en 2028 place Napoléon, dans les anciens locaux du Conservatoire.
Le musée gère l'espace d'art contemporain du Cyel, bâtiment d'enseignements artistiques regroupant le conservatoire et l'école d'art, dans lequel sont présentées quatre expositions temporaires par an.

## Histoire
Créé en 1847, le musée municipal de La Roche-sur-Yon est alors présenté au premier étage de l'hôtel de ville. Dès 1854, la Société d’Émulation de la Vendée est chargée de rassembler et de collectionner tout ce qui concerne les beaux-arts, l'archéologie et les sciences naturelles en Vendée, dans le but de les présenter au musée.
Après maints reports pour des raisons budgétaires, la construction du musée est votée le 15 mai 1877 ; elle s’achève trois ans plus tard, en 1880. L’architecte de la Ville, Auguste Boudaud (1848-1938), est responsable du projet qui devait rassembler en un même lieu le tribunal d’instance, au rez-de-chaussée, et le musée, au premier étage. Le musée reproduit les volumes d'origine de l'hôtel de ville auquel il fait face, avec un corps central à un étage et deux ailes latérales.
Après la Seconde guerre mondiale, le musée récupère l’ensemble des espaces du bâtiment de 1880, mais sans les agrandissements espérés. En 1972, dans une optique de professionnalisation, la gestion des collections est confiée à la Conservation départementale des musées de Vendée, nouvellement créée. Dix ans plus tard, en 1982, la Ville reprend la gestion directe de l’équipement et une nouvelle dynamique se met en place, avec le recrutement successif de plusieurs conservateurs. Acquisitions et expositions font la part belle à l’art contemporain et se concentrent plus spécifiquement sur la photographie plasticienne, donnant au musée l’orientation originale qui reste aujourd’hui la sienne.
Le musée rouvre ses portes en 2003, après une fermeture en 1997 à la suite d'un désordre technique, et obtient à cette occasion le label Musée de France du ministère de la Culture.

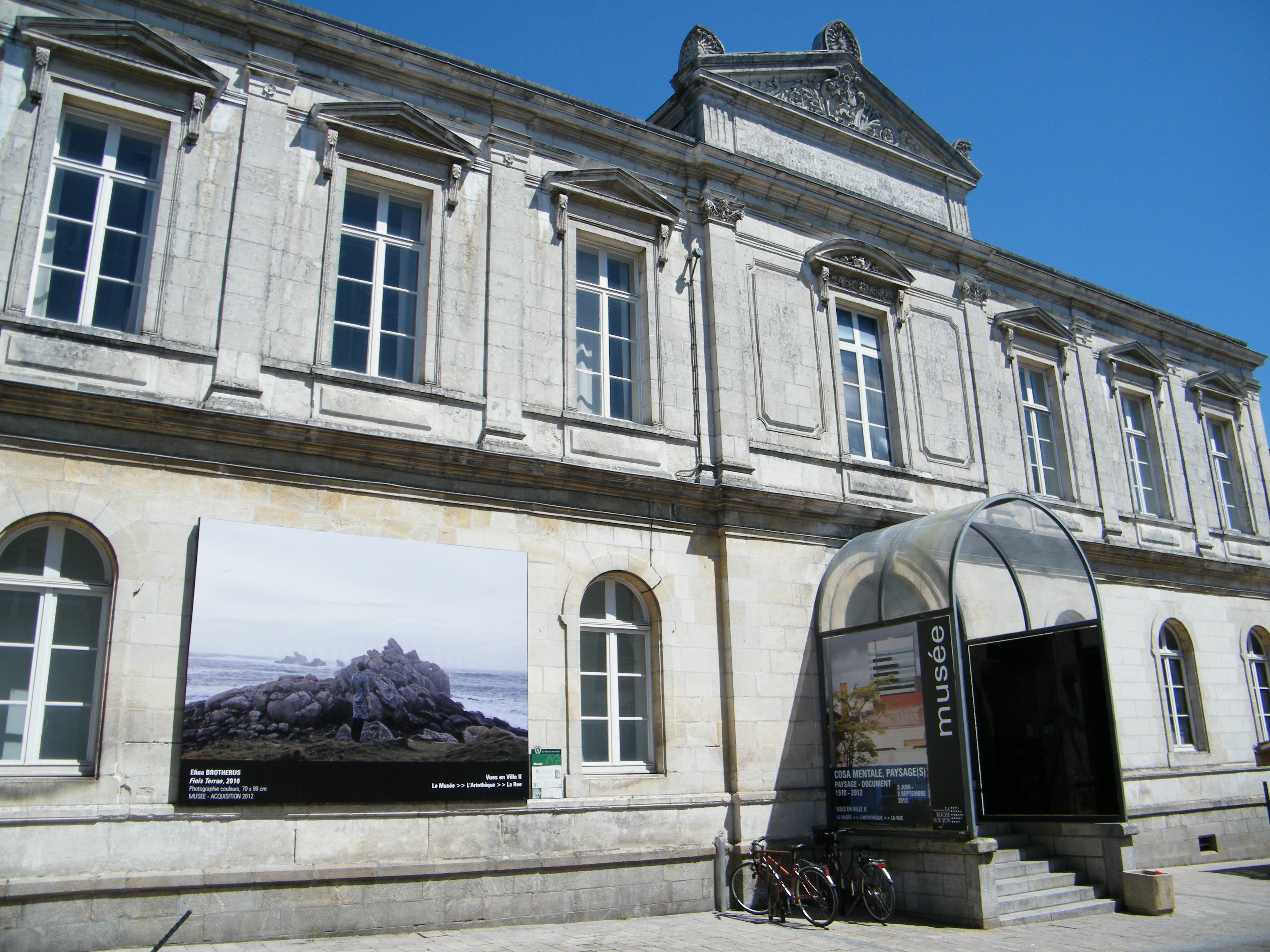
Ancien musée.

## Les collections
Outre les différents achats qui ont pu être effectués depuis sa création, le musée a bénéficié de nombreux dons et legs ainsi que de dépôts de l'État dès le XIXe siècle. Après s'être développé autour de ses collections de beaux-arts, le musée se consacre à partir des années 1980 à l'art contemporain et plus particulièrement à la photographie plasticienne avec Andy Warhol, Gursky, Sherman… Une centaine d’acquisitions ont été opérées dans ce sens jusqu'en 1995, contribuant à la reconnaissance du musée pour sa collection de photographies contemporaines.

### Peinture
Le musée abrite 175 tableaux du XVIIe et XXe siècles, la majorité datant de la 2de moitié du XIXe siècle et du début du XXe siècle. Trois orientations s’en dégagent : la peinture académique de la 2de moitié du XIXe siècle (Paul Baudry, Antoine Étex, Émile Vernet-Lecomte, Henry d’Estienne) la peinture de paysage (Lancelot Théodore Turpin de Crissé,Henri Harpignies, Félix Lionnet, Louis Watelin, Gaston Latouche, Albert Girard) ainsi qu’un fonds vendéen (François Brillaud 1846-1916 ;Charles Milcendeau 1872-1919 ; Félix Lionnet  1832-1896 ; Gustave Henri Eugène Delhumeau 1836-1911 ; Emmanuel Lansyer 1835-1893 ; Georges Sartoris 1835-1920 ; René Rousseau-Decelle 1881-1964 ; Marie Renard 1908-1936 ; Jean Chevolleau 1924-1996).
On note aussi un artiste rare, Roger-François Picquefeu, avec le Vieux bûcheron vosgien, huile sur toile .

### Sculpture
La collection comporte une quarantaine d’œuvres sculptées de nature et de tailles diverses (statuettes en bronze, plâtre, terre cuite). On notera la présence d’un buste de Napoléon Ier, d’après Chaudet, ayant appartenu au duc de Reichstadt, ainsi qu’un buste sculpté par Rodin.

### Arts graphiques

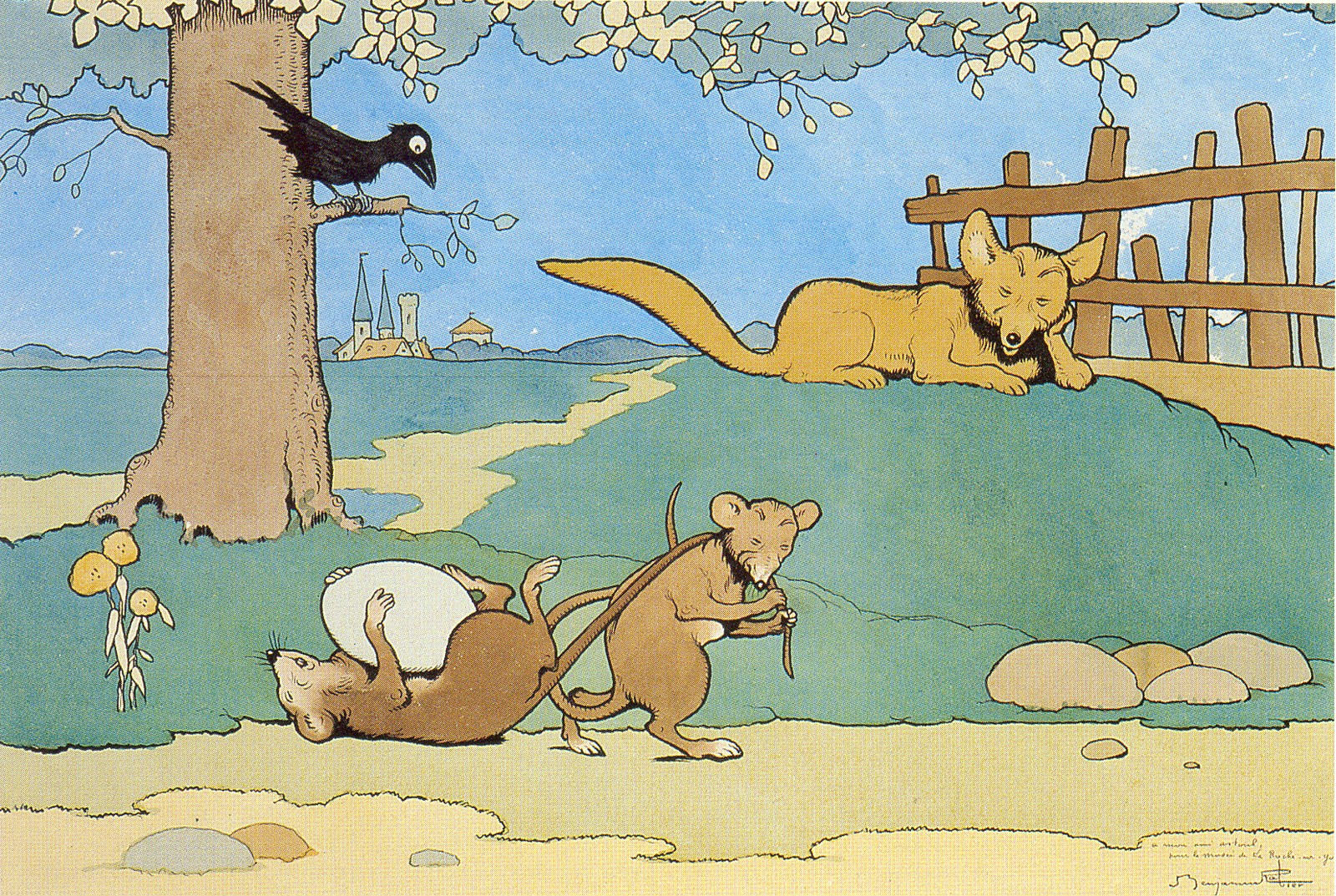
Les deux rats, le renard et l'œuf de Benjamin Rabier

La collection comprend près de 3 000 pièces d’arts graphiques, dont 280 dessins originaux. Le reste consiste en estampes datant pour la plupart du XIXe siècle. On peut y distinguer un fonds vendéen (dessins de Charles Milcendeau, lithographies d’Octave de Rochebrune, estampes reproduisant des paysages et des costumes régionaux), ainsi qu’un fonds d’estampes sur l’histoire napoléonienne. Parmi les pièces remarquables, on trouve un dessin à l’encre d'Hubert Robert (1733-1808), un dessin à la sanguine (Buste à l'antique) attribué à François Robert Ingouf (1747-1812), deux aquarelles d’Eugène Boudin (1824-1898), quatre dessins de Paul Baudry (1828-1886), 35 dessins d’architectures italiennes d’Auguste Constantin (1791-1842), ainsi que plusieurs aquarelles et planches de bandes dessinées originales de Benjamin Rabier (1864-1939).

### Photographies
Cette collection se répartit en deux fonds : un fonds d’environ 500 plaques photographiques de petits formats (achromes, autochromes, stéréogrammes), datant des années 1920-1930, à caractère documentaire et ethnographique et surtout une importante collection contemporaine de photographies plasticiennes (108 œuvres) des années 1970 à nos jours, collection constituée à partir de 1983.
Les œuvres qui ont été acquises durant ces années sont aujourd’hui des pièces historiques ; et de nombreux artistes présents dans la collection du musée de La Roche-sur-Yon, comme Andy Warhol, Jeff Wall, Cindy Sherman, Thomas Ruff, Andreas Gursky, Christian Boltanski, Annette Messager, etc., sont également représentés dans les grandes collections publiques françaises et étrangères. Les dernières acquisitions ont permis de faire entrer dans les collections des photographes internationaux comme le hongrois Gábor Ősz, la britannique Karen Knorr et la néerlandaise Ellen Kooi, mais également des artistes confirmés de la photographie française, Thibaut Cuisset, Corinne Mercadier, Bernard Descamps, Éric Poitevin, Sophie Boursat, Anne-Lise Broyer.

### Œuvres majeures

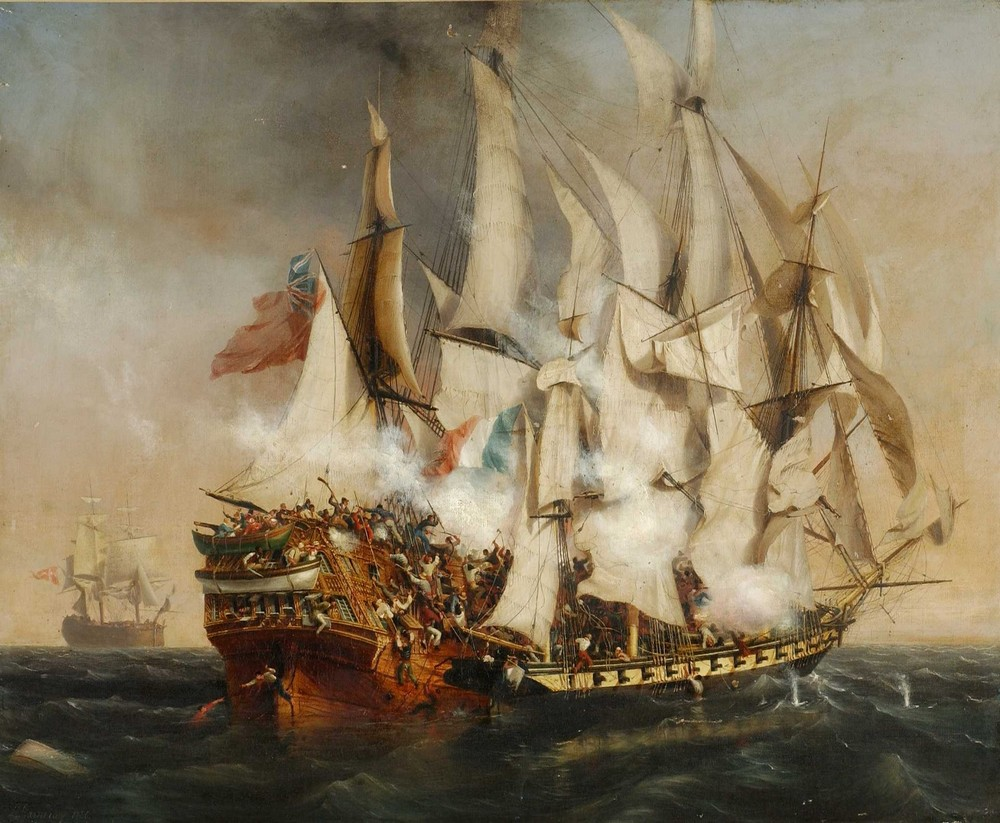
Combat naval : l'abordage du Kent
de Louis Garneray (1836)
- musée de La Roche-sur-Yon

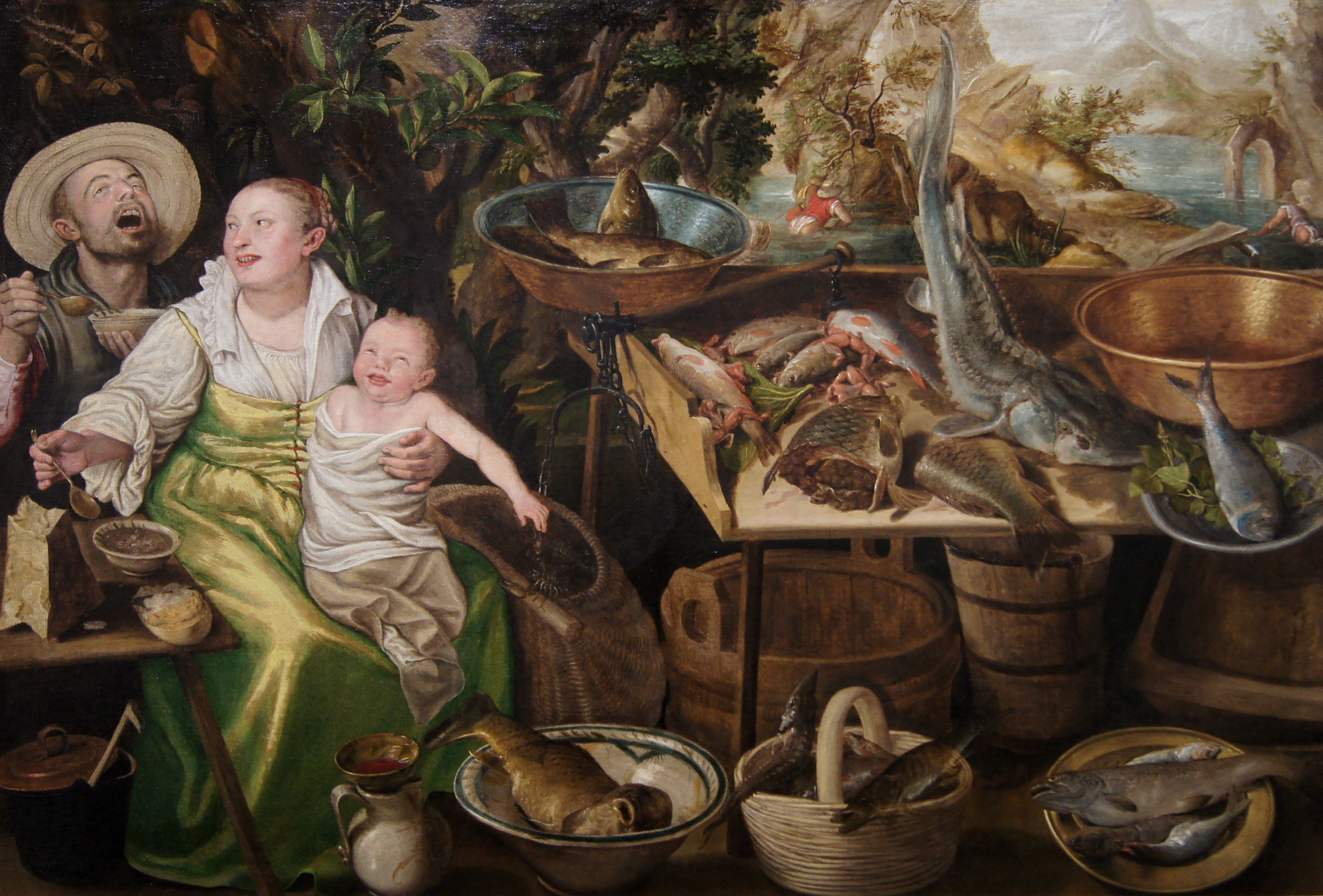
Vincenzo Campi, Pescivendoli (Les Poissonniers), 1579.

- La Lutte de Jacob avec l'ange, de Paul Baudry, 1853
- Pescivendoli [Les poissonniers] de Vincenzo Campi, 1579
- Autoportrait de Paul Baudry, 1866
- La Vierge au diadème bleu de Giovan Francesco Penni, vers 1512
- Femme fellah portant son enfant de Émile Vernet-Lecomte, 1864
- Les Phlox de Gaston La Touche, 1889
- Combat naval : l'abordage du Kent de Louis Garneray, 1836
- Untitled Film Still no 27 et Untitled Film Still no 38 de Cindy Sherman, 1979
- Eve Listening to the Voice de Karen Knorr
- The Order of Things de Karen Knorr
- The Bridge de Jeff Wall, 1980
- Rhein Oberkassel d'Andreas Gursky, 1985
- Seilbahn, Dolomiten d'Andreas Gursky, 1987
- Almere-Ophelia de Ellen Kooi, 2006
- Bergen-Duinhuis de Ellen Kooi, 2009
- Composition musicale de Christian Boltanski, 1982

## Expositions passées majeures
- Devenir peintre au XIXe siècle: Baudry, Bouguereau, Lepneveu, exposition du 13 octobre 2007 au 5 janvier 2008 (pour plus d'informations, voir: http://www.latribunedelart.com/paul-baudry-1828-1886-les-portraits-et-les-nus-et-devenir-peintre-au-xixe-siecle-baudry-bouguereau)
- Charlet: aux origines de la légende napoléonienne 1792-1845, exposition du 10 octobre 2008 au 17 janvier 2009, label "exposition d'intérêt national" 2008
- Karen Knorr, exposition du 17 octobre 2009 au 9 janvier 2010
- L'Artiste en représentation - l'image des artistes dans l'art du XIXe siècle, exposition du 15 décembre 2012 au 23 mars 2013 (pour plus d'informations, voir :http://www.latribunedelart.com/l-artiste-en-representation)
- « Du haut de ces pyramides… » - L'Expédition d'Égypte et la naissance de l’égyptologie (1798-1850), exposition du 14 décembre 2013 au 22 mars 2014
- Ellen Kooi - Undertones, exposition du 7 mars au 6 juin 2015, réalisée en partenariat avec la Galerie Les Filles du Calvaire (Paris).
- "Visages de l'effroi. Violence et fantastique de David à Delacroix", exposition du 19 mars au 19 juin 2016, réalisée en partenariat avec le Musée de la vie Romantique (Paris).
- Zones Blanches – Récits d’exploration, exposition du 13 juillet au 20 octobre 2018
- "Dans l'intimité d'un empereur....." Napoléon Ier, l'époux, le père, l'amant, exposition du 23 mars au 23 juin 2019, label "exposition d'intérêt national" 2019

## Les publications
- Collection des dessins: le voyage en Italie d'Auguste Constantin en 1808, éditions de la ville de La Roche-sur-Yon, septembre 1992, 88 p. (ISBN 2-908117-39-8)
- Martin Lersch: Le Tôkaidô de Hiroshige, exposition du 15 janvier au 2 avril 2005, éditions Expressions contemporaines, 2005, 78 p.  (ISBN 2 909166 155)
- Bernard Philippeaux: peinture placebo, exposition du 15 avril au 26 août 2006, éditions de la ville de La Roche-sur-Yon, 89p.
- Devenir peintre au XIXe siècle: Baudry, Bouguereau, Lepneveu, exposition du 13 octobre 2007 au 5 janvier 2008, Fage éditions, 128 p.  (ISBN 978 2 84975 061 2) (voir: http://www.fage-editions.com/pa7ou144/Ouvrage/Devenir-peintre-au-xixe-siecle-baudry-bouguereau-lenepveu.html)
- Daniel Challe : Fuga, exposition du 22 mars au 10 mai 2008, 83 p.  (ISBN 978 2 35046 123 6)
- Charlet: aux origines de la légende napoléonienne 1792-1845, exposition du 10 octobre 2008 au 17 janvier 2009, Bernard Giovanangeli éditions, 159 p.  (ISBN 978 2 7587 0030 2) (voir: http://www.bgedition.com/detailboutique.do?prod=BG88)
- Constant Puyo, exposition itinérante du 4 avril au 20 juin 2009, Fage éditions, 158 p.,  (ISBN 978 2 84975 152 7) (voir: http://www.fage-editions.com/index.php?page=19&motcle=puyo)
- Alain Desvergnes, Paysages en tant que portraits / Portraits en tant que paysages, exposition itinérante du 16 octobre 2010 au 29 janvier 2011, Diaphane éditions, 160 p. (ISBN 978-2-9530799-6-8)
- Anne-Lise Broyer, Carnet d'A, exposition du 9 avril au 11 juin 2011, nonpareilles éditions, 92 p.  (ISBN 979-1090248007)
- L'Artiste en représentation - l'image des artistes dans l'art du XIXe siècle, exposition du 15 décembre 2012 au 23 mars 2013, Fage éditions, 272 p.  (ISBN 9 782 84975 280 7) (voir:http://www.fage-editions.com/pa7ou434/Ouvrage/L-artiste-en-representation.html)
- Citroën et les Arts, exposition du 29 juin au 21 septembre 2013, Fage éditions, 97 p.  (ISBN 978 2 84975 296 8) (voir : http://www.fage-editions.com/pa7ou438/Ouvrage/Citroen-et-les-arts.html)
- « Du haut de ces pyramides… » - L'Expédition d'Égypte et la naissance de l’égyptologie (1798-1850), exposition du 14 décembre 2013 au 22 mars 2014, Fage éditions, 306 p.  (ISBN 9782849753156).
- Being Beauteous, Amaury da Cunha, Marie Maurel de Maillé, Nicolas Comment, Anne-Lise Broyer, Léa Bismuth, Yannick Haenel, Étienne Hatt, Jean Deilhes, Hélène Giannecchini, Filigranes éditions, 2015, 120 p.  (ISBN 978-2-35046-374-2)
- Visages de l'effroi - Violence et fantastique de David à Delacroix, exposition du 2 novembre 2015 au 28 février 2016 au musée de la Vie romantique et du 19 mars au 19 juin au musée municipal de La Roche-sur-Yon, Éditions Liénart, 288 p.,  (ISBN 9782359061475)
- La collection photographique du musée de La Roche-sur-Yon (1983-2016), Éditions Liénart, 2017, 224 p.,  (ISBN 2359061887)
- Brèves de collection : guide des collections du Musée de La Roche-sur-Yon, Éditions 303, 2017, 112 p.  (ISBN 979-10-93572-29-1)
- Contre-Courants de Sylvie Bonnot, Coproduction musée de La Roche-sur-Yon, musée des Ursulines de Mâcon et Forum Vies Mobiles de la SNCF, Éditions Nouvelles éditions JMP, 2016  (ISBN 9782858939947).
- Zones blanches. Récits d'explorations, 18 écrivains questionnent les représentations du voyage à partir d’œuvres d’art contemporain, exposition du 13 juillet au 20 octobre 2018 au musée de La Roche-sur-Yon et à l'espace d'art contemporain du Cyel, Éditions Le bec en l'air, 224 p.  (ISBN 978-2-36744-127-6)
- Dans l’intimité d’un empereur... Napoléon Ier, l’époux, le père, l’amant, exposition du 23 mars au 23 juin 2019 au musée de La Roche-sur-Yon, Éditions Liénart, 248 p.  (ISBN 978-2-35906-269-4)